# Stefan Esders
Stefan Esders (né le 6 juillet 1852 à Haren an der Ems, mort le 15 septembre 1920 à Vienne) est un homme d'affaires belgo-autrichien.

## Biographie
Stefan Esders et son frère Henri Esders (père de Armand Esders) créent une grande usine de textile à Bruxelles avec des succursales à Berlin, Paris, Saint-Pétersbourg, Rotterdam et Vienne.
Il s'établit à Bruxelles en 1872, il est chef de rayon au grand magasin Bon Marché, au coin de la très fréquentée rue Neuve et de la place Rogier à Bruxelles.
En 1890, il acquiert Rue de la Vierge Noire à Bruxelles, dans un quartier commerçant, un grand immeuble qui entoure la Tour Noire, un vestige fortifié du XIIIe siècle . Il en fait son établissement principal (Hauptniederlassung) et le nomme "A la Grande Fabrique". Le magasin Esders ferme en 1974 ; l'immeuble est démoli en juillet 1991.
En 1895, pour construire le grand magasin Stefan Esders (de) au n°18 Mariahilfer Straße (de) à Vienne, il fait face à un conflit politique important. Esders est le premier à Vienne à mettre en place un système de partage des profits (bonus) pour ses employés.
Esders et son frère Henri (Heinrich) (7 octobre 1857; † 22 mars 1923) sont les principaux bailleurs de fonds de l'église paroissiale Saint Martin (Pfarrkirche Sankt Martinus), appelée aussi cathédrale du Pays de l'Ems (Emsland-Dom) à Haren (Basse-Saxe).
Il s'installe à Vienne et fait bâtir la Kaasgrabenkirche. Le 20 septembre 1920, il se fait enterrer sous un tombeau sculpté par Hans Schwathe (de).
À sa mort, il fait don de sa villa et de son grand magasin aux sœurs du Pauvre Enfant Jésus. La place en face de la Kaasgrabenkirche et son ancienne villa reçoivent son nom en 1935. La villa devient la Clara-Fey-Kinderdorf puis sera une école de l'ordre religieux.

## Distinctions
- Chevalier de l'ordre de la Couronne de Belgique
- Chevalier Commandeur avec plaque de l'ordre de Saint-Grégoire-le-Grand